# Rue Jánský vršek
 (septembre 2019).
Jánský vršek (en français, littéralement colline Jansky) est une voie de Prague. Située dans le quartier historique de Malá Strana, elle relie les rues Vlašská et Nerudova. La portion Šporkova-Nerudova est seulement utilisée par les piétons, car il y a des escaliers.

## Origine du nom
Le nom est dérivé de l'église Saint-Jean-Baptiste (Jánský), qui se trouvait dans la colonie d'Obora au Moyen Âge, à l'intersection des rues Jánský vršek et Šporkova, et le terme vršek qui signifie colline fait référence au relief accidenté de la voie .

## Usages
La rue est pavée avec un trottoir des deux côtés, irrégulièrement mené.

Le parcours de la course cycliste Les Marches de Prague passe par Jánský vršek .

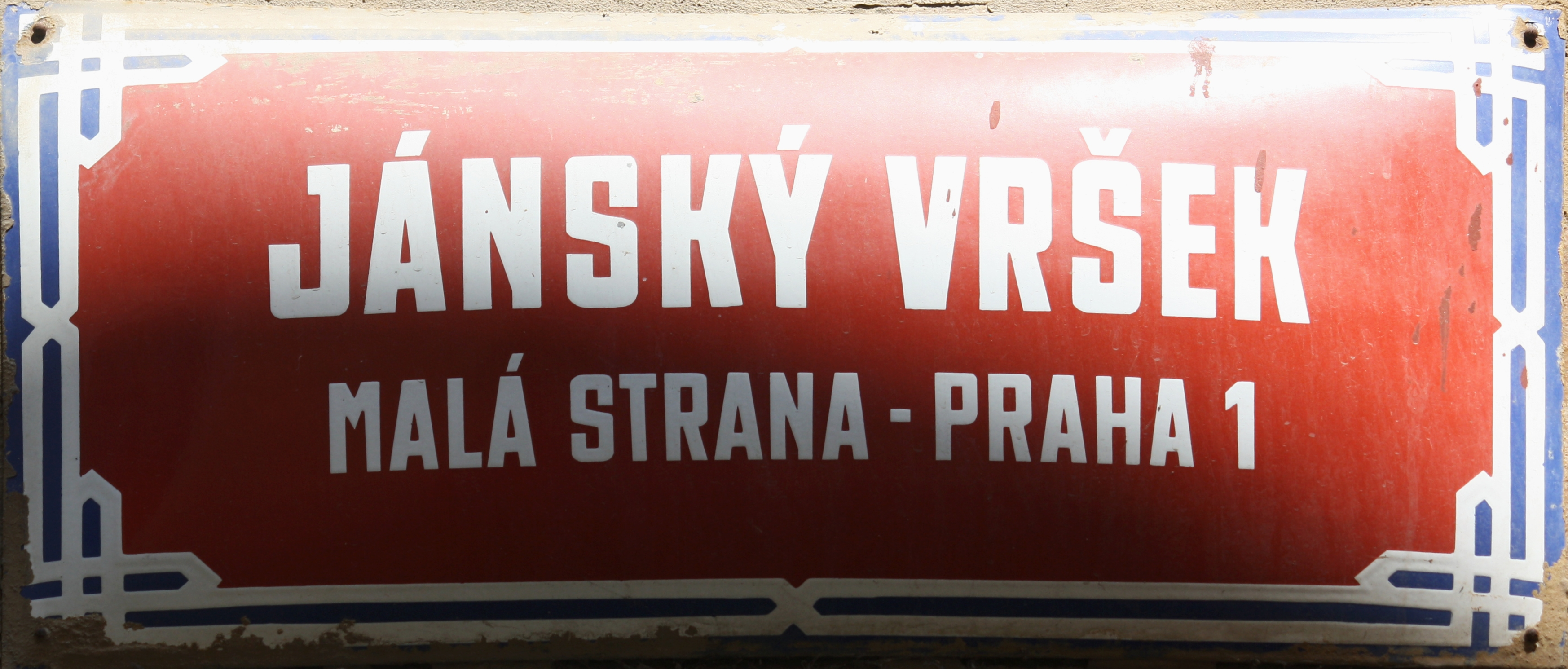
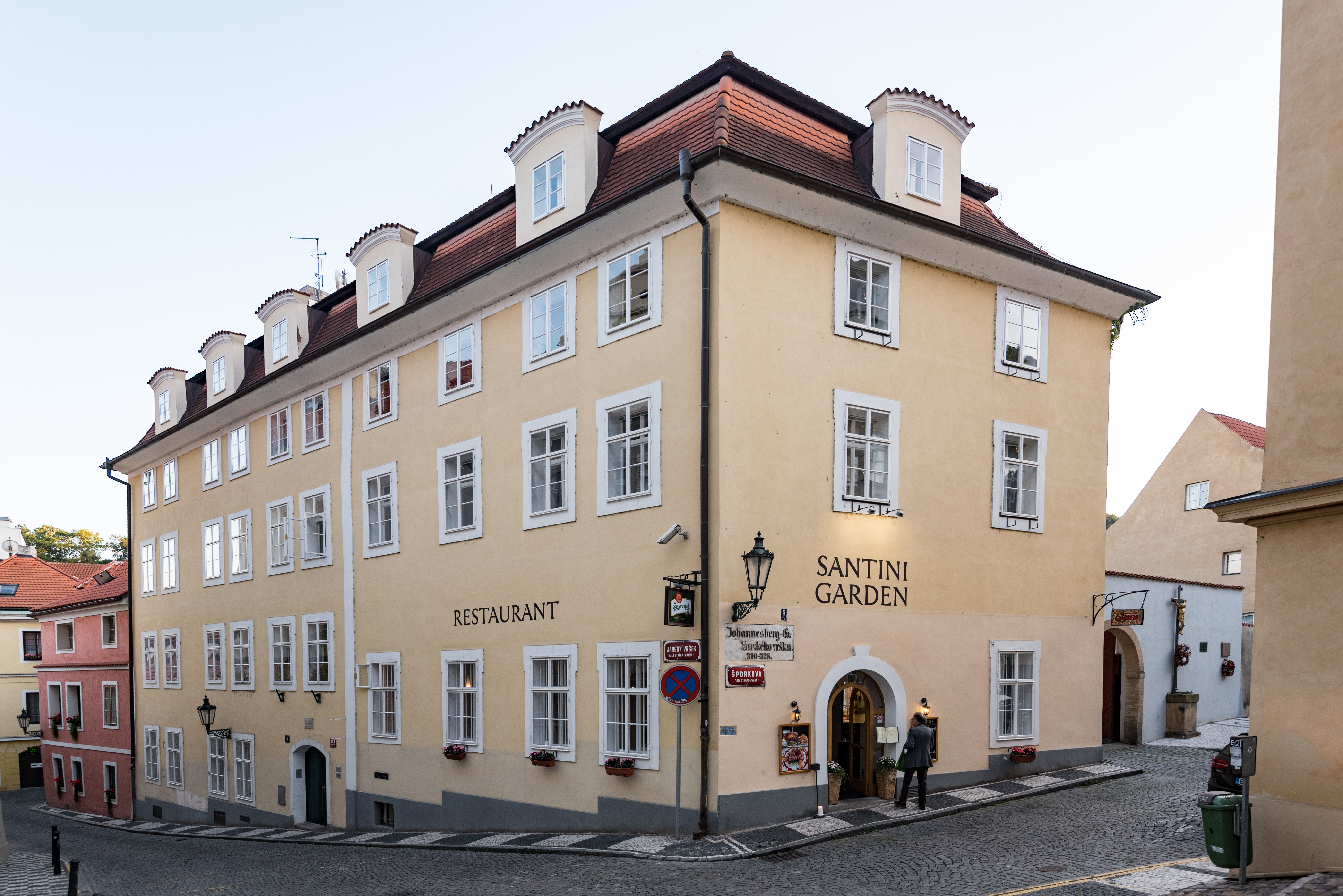
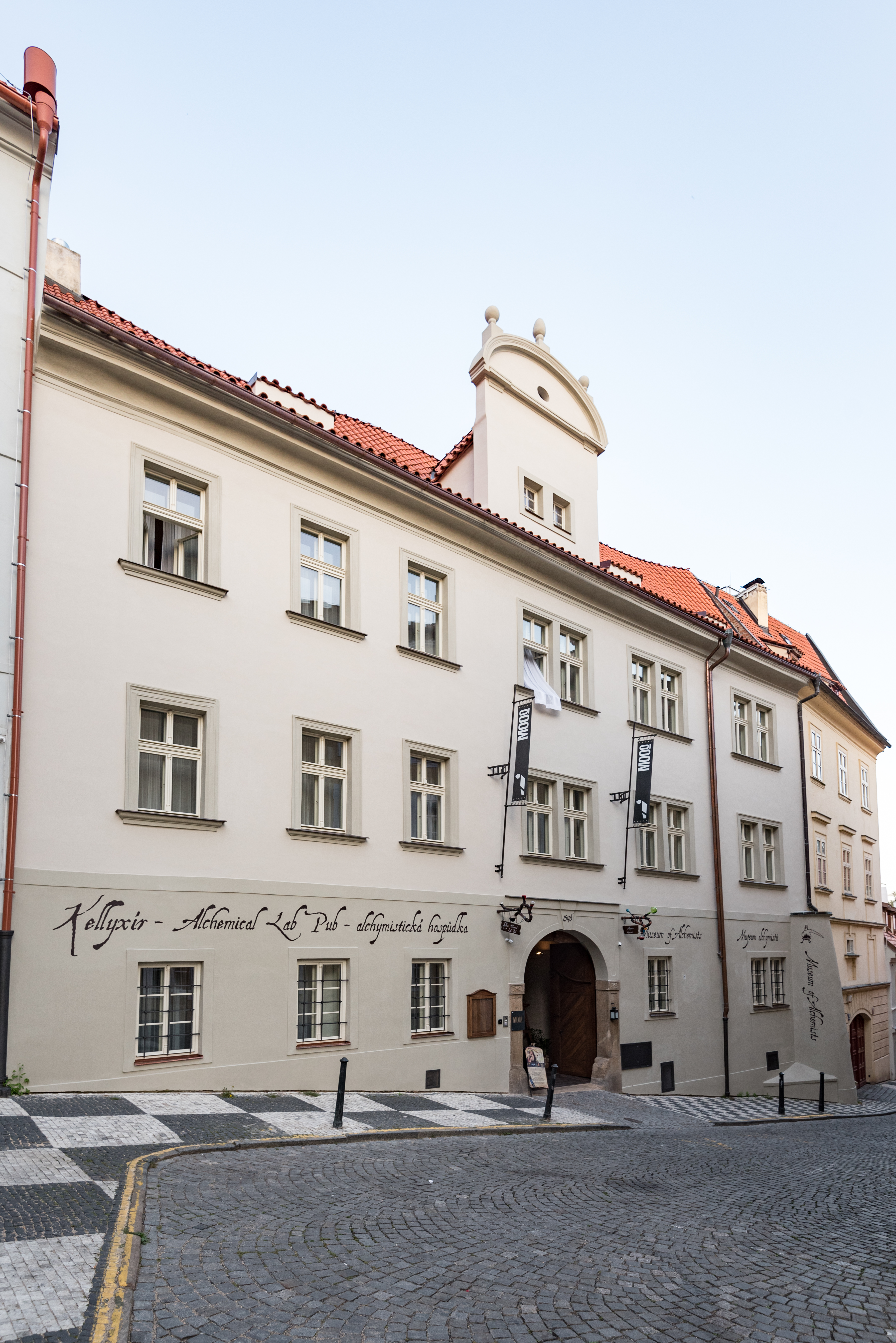
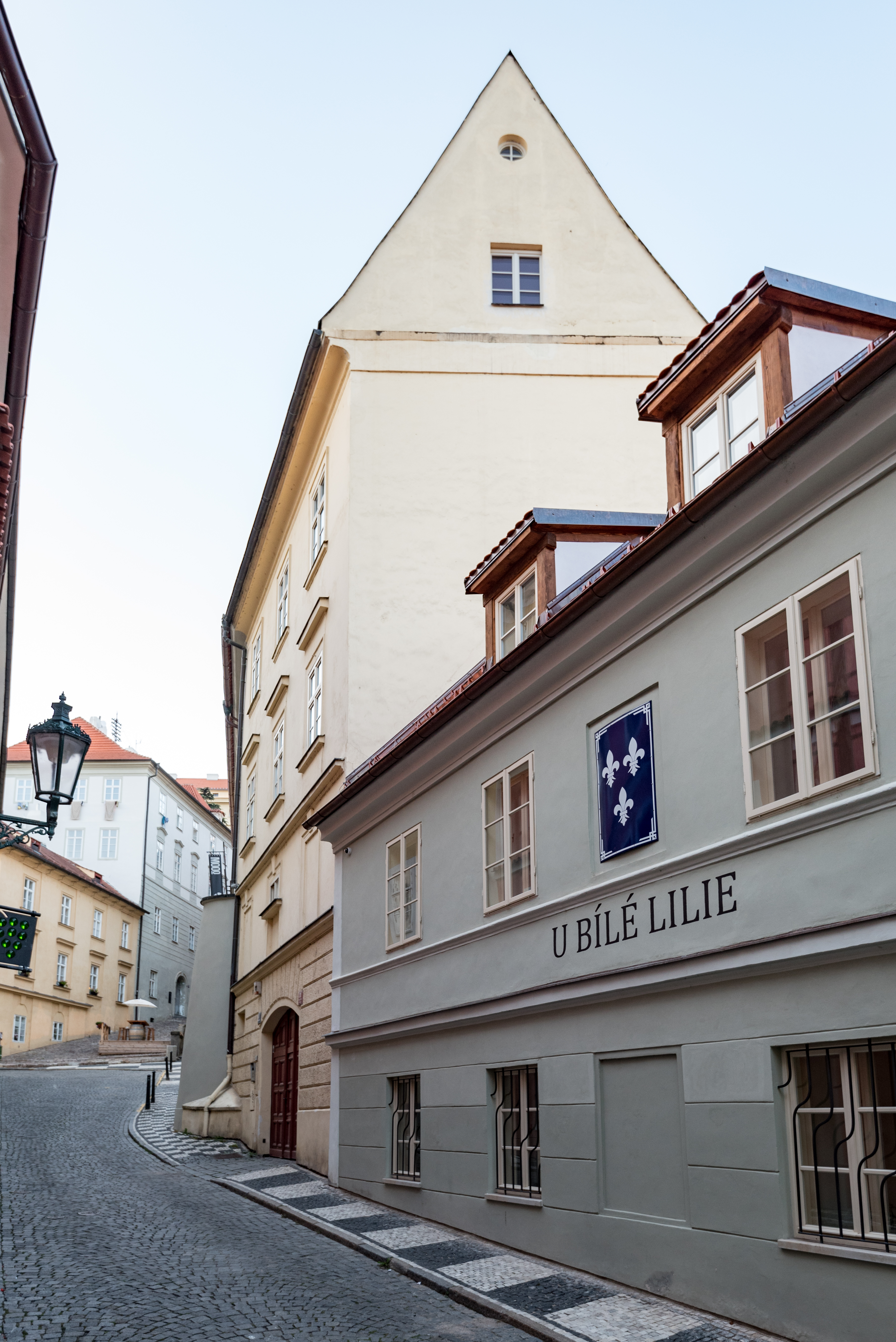
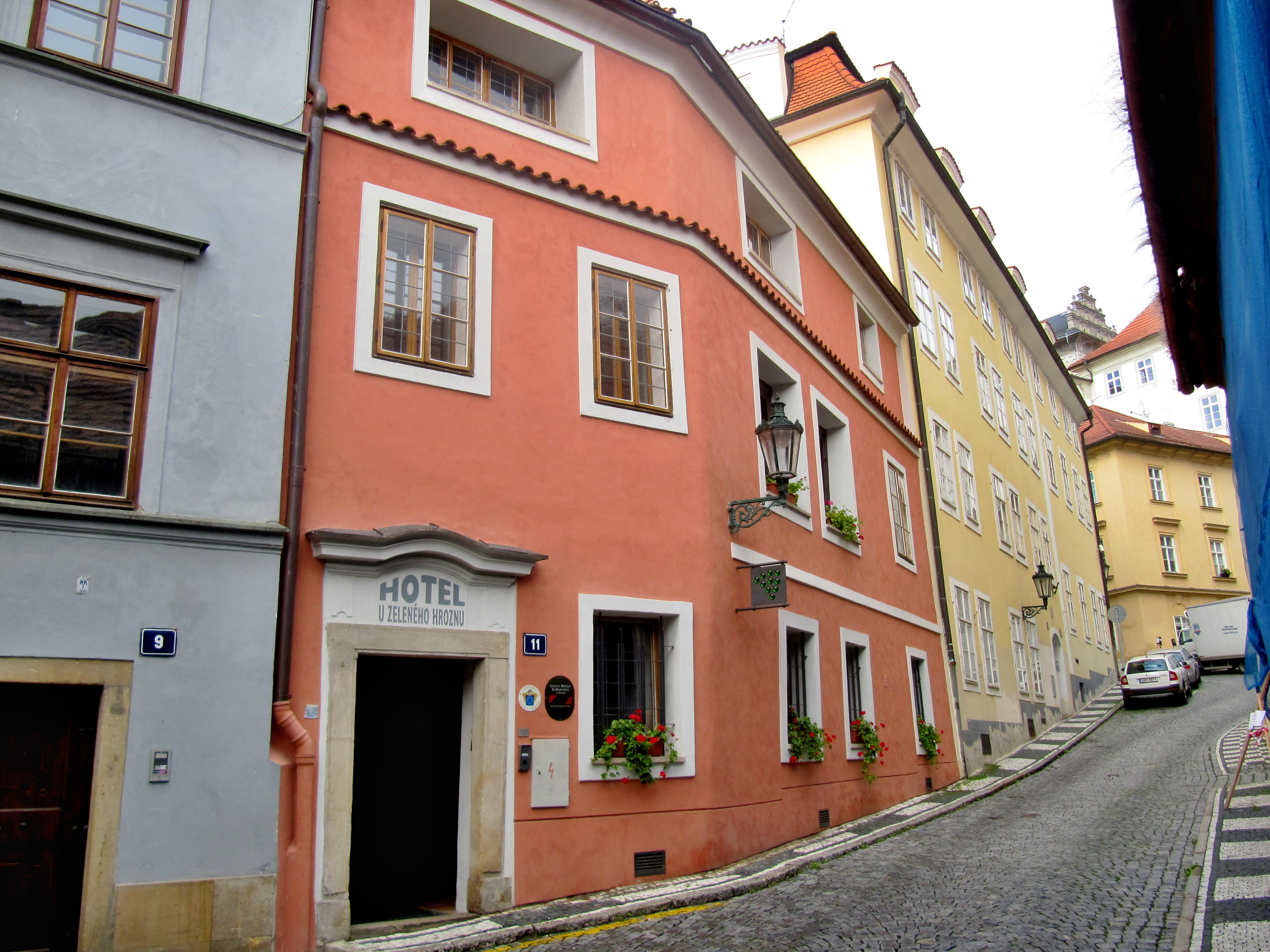